# Pinnipedia
Los pinnípedos (Pinnipedia) son una parvorden de mamíferos carnívoros del suborden Caniformia; junto con los cetáceos, y los sirenios, los únicos mamíferos adaptados a la vida acuática marina. Son de cuerpo alargado y husiforme, patas cortas con extremidades palmeadas en forma de aleta. Suelen ser gregarios, se alimentan de peces, moluscos y crustáceos. Están presentes en todos los mares, menos en el mar Caribe, donde abundaba una especie ya extinta: la foca monje del Caribe, la cual probablemente se extinguió a mediados del siglo XX. Se dividen en tres familias, los otáridos (osos, lobos y leones marinos), los fócidos (focas) y los odobénidos (morsas). 
El mayor pinnípedo es el elefante marino, de la familia de los fócidos, que puede medir hasta 7 metros.
Las focas varían en tamaño desde la 1 m (1,1 yd) y 45 kg (99,2 lb) foca del Baikal hasta el macho de 5 m (5,5 yd) y 3200 kg (7054,8 lb) elefante marino del sur macho, que también es el mayor miembro del orden Carnivora. Varias especies presentan dimorfismo sexual. Tienen cuerpos aerodinámicos y cuatro extremidades modificadas en aletas. Aunque no son tan rápidas en el agua como los delfines, las focas son más flexibles y ágiles. Los otáridos utilizan sus extremidades delanteras principalmente para impulsarse en el agua, mientras que los fócidos y las morsas utilizan sus extremidades traseras. Los otáridos y las morsas tienen extremidades traseras que pueden ser arrastradas bajo el cuerpo y utilizadas como patas en tierra. En comparación, la locomoción terrestre de los fócidos es más engorrosa. Los otáridos tienen orejas externas visibles, mientras que los fócidos y las morsas carecen de ellas. Los pinnípedos tienen sentidos bien desarrollados: su vista y su oído están adaptados tanto al aire como al agua, y tienen un avanzado sistema táctil en sus bigotes o vibrisas. Algunas especies están bien adaptadas para bucear a grandes profundidades. Tienen una capa de grasa, bajo la piel para mantenerse calientes en el agua fría y, salvo la morsa, todas las especies están cubiertas de pelo.
Aunque los pinnípedos están muy extendidos, la mayoría de las especies prefieren las aguas más frías de los hemisferios norte y sur. Pasan la mayor parte de su vida en el agua, pero se acercan a la costa para aparearse, dar a luz, mudar de piel o escapar de los depredadores, como los tiburones y las orcas. Las focas viven principalmente en entornos marinos pero también pueden encontrarse en agua dulce. Se alimentan principalmente de peces e invertebrados marinos; algunas, como la foca leopardo, se alimentan de grandes vertebrados, como pingüinos y otras focas. Las morsas están especializadas en alimentarse de moluscos que viven en el fondo. Los pinnípedos machos suelen aparearse con más de una hembra (poliginia), aunque el grado de poliginia varía según la especie. Los machos de las especies que se reproducen en tierra tienden a aparearse con un mayor número de hembras que los de las especies que se reproducen en el hielo. Las estrategias de los machos de pinnípedos para el éxito reproductivo varían entre la defensa de las hembras, la defensa de territorios que atraen a las hembras y la realización de exhibición de cortejo o apareamiento de lek. Las crías suelen nacer en los meses de primavera y verano y las hembras asumen casi toda la responsabilidad de su crianza. Las madres de algunas especies ayunan y amamantan a sus crías durante un periodo de tiempo relativamente corto, mientras que otras realizan viajes de búsqueda de alimento en el mar entre las sesiones de lactancia. Se sabe que las morsas amamantan a sus crías mientras están en el mar. Las focas producen una serie de vocalizaciones, sobre todo los ladridos de los leones marinos de California, las llamadas tipo gong de las morsas y los complejos cantos de las focas de Weddell.
La carne, la grasa y las pieles de los pinnípedos han sido utilizadas tradicionalmente por los pueblos indígenas del Ártico. Las focas han sido representadas en diversas culturas de todo el mundo. Es habitual mantenerlas en cautividad e incluso a veces se las entrena para que realicen trucos y tareas. Las focas y las morsas, que en su día fueron objeto de una implacable caza por parte de las industrias comerciales para obtener sus productos, están ahora protegidas por el derecho internacional. El león marino japonés y la foca monje del Caribe se han extinguido en el último siglo, mientras que la foca monje del Mediterráneo y la foca monje de Hawái están clasificadas como en peligro por la Unión Internacional para la Conservación de la Naturaleza. Además de la caza, los pinnípedos también se enfrentan a las amenazas de la trampa accidental, la contaminación marina y los conflictos con la población local.

## Descripción
El pabellón auditivo no existe o es muy pequeño (otáridos). Los ojos están adaptados a la visión bajo el agua. Pelaje poco denso. Presentan una capa adiposa bajo la piel, con funciones de aislamiento térmico, reserva energética y flotación.
Los dientes suelen ser pequeños a excepción hecha de la morsa y la foca leopardo que los tienen mayores, más para cavar en el fondo que como defensa. El aparato respiratorio está adaptado para las inmersiones prolongadas.
A diferencia de los cetáceos, pueden moverse por tierra, si bien torpemente. Solo pueden parir en tierra. En el parto nace por lo general una cría, que es cuidada por la madre durante cuatro a cinco meses, y después de ese período la joven cría es dejada sola para que se valga por sí misma.

## Anatomía y fisiología
Los pinnípedos tienen cuerpos aerodinámicos y fusiformes con orejeras externas reducidas o inexistentes, cabezas redondeadas, cuellos flexibles, extremidades modificadas en aletas y colas pequeñas. Los cráneos de los pinnípedos tienen órbitas oculares grandes, hocicos cortos y una región interorbital constreñida.. Son únicos entre los carnívoros en el sentido de que sus paredes orbitales están formadas en su mayor parte por el maxilar, que no está contenido por ciertos huesos faciales. En comparación con otros carnívoros, sus dientes tienden a ser menos numerosos (especialmente incisivos y molares posteriores), son puntiagudos y tienen forma de cono, y carecen de muelas carniceras. La morsa tiene unos caninos superiores únicos que se alargan en colmillos. Las glándulas mamarias y los genitales de los pinnípedos pueden retraerse dentro del cuerpo.
Los pinnípedos varían en tamaño desde 1 m y 45 kg en la foca Baikal hasta 5 m y 3200 kg del elefante marino del sur. En general, tienden a ser más grandes que otros carnívoros; el elefante marino del sur es el mayor carnívoro. Varias especies tienen un dimorfismo sexual con sesgo masculino que se correlaciona con el grado de poliginia en una especie: las especies altamente poligínicas como los elefantes marinos son extremadamente dimórficas sexualmente, mientras que las especies menos poligínicas tienen machos y hembras que están más cerca en tamaño. En las focas lobodontinas, las hembras son ligeramente más grandes que los machos. Los machos de las especies sexualmente dimórficas también tienden a tener características sexuales secundarias, como la prominente probóscide de los elefantes marinos, la membrana nasal roja inflable de las focas de capucha y los gruesos cuellos y melenas de los otáridos. A pesar de la correlación entre el dimorfismo de tamaño y el grado de poliginia, algunas evidencias sugieren que las diferencias de tamaño entre los sexos se originaron debido a diferencias ecológicas y antes del desarrollo de la poliginia.

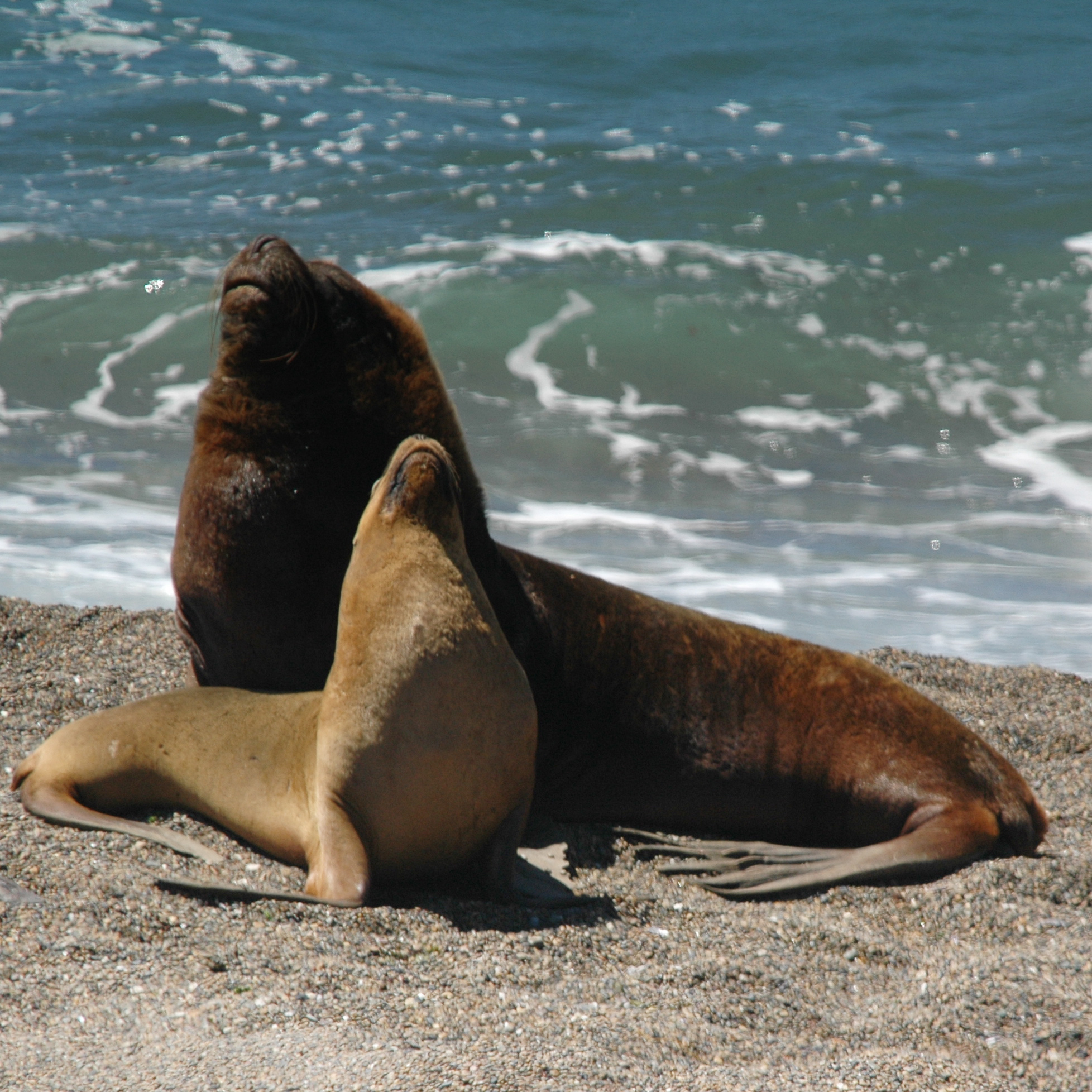
Machos y hembras de leones marinos sudamericanos, mostrando dimorfismo sexual.

Casi todos los pinnípedos tienen pelaje, con la excepción de la morsa, que sólo está escasamente cubierta. Incluso algunas especies con pelaje completo, especialmente los leones marinos, tienen menos pelo que la mayoría de los mamíferos terrestres. En las especies que viven en el hielo, las crías tienen un pelaje más grueso que los adultos. Los pelos individuales del pelaje, conocidos colectivamente como lanugo, pueden atrapar el calor de la luz solar y mantener al cachorro caliente. Los pinnípedos presentan contracoloración y poseen el dorso de color más oscuro, mientras que su vientre es de color más claro, lo que sirve para eliminar las sombras causadas por la luz que brilla sobre el agua del océano. El pelaje blanco puro de las crías de foca arpa las oculta en su entorno ártico. Algunas especies, como las focas de cinta, las focas anilladas y las focas leopardo, tienen patrones de contraste de coloración clara y oscura. Todas las especies con pelaje completo mudan. Los fócidos mudan una vez al año, mientras que los otáridos mudan gradualmente todo el año. Los pinnípedos tienen una capa de grasa subcutánea que es especialmente gruesa en los fócidos y las morsas. La grasa sirve tanto para mantener el calor de los animales como para proporcionarles energía y alimento cuando están en ayunas. Puede constituir hasta el 50% del peso corporal de un pinnípedo. Las crías nacen con una fina capa de grasa, pero algunas especies lo compensan con gruesos lanugos.
Los pinnípedos tienen un estómago simple de estructura similar a la de los carnívoros terrestres. La mayoría de las especies no tienen un ciego ni una demarcación clara entre el pequeño y el intestino grueso; el intestino grueso es comparativamente corto y sólo ligeramente más ancho que el intestino delgado. La longitud del intestino delgado varía entre 8 veces (león marino de California) y 25 veces (elefante marino) la longitud del cuerpo. La longitud del intestino puede ser una adaptación a las frecuentes inmersiones profundas, ya que el mayor volumen del tracto digestivo sirve como compartimento de almacenamiento ampliado para los alimentos parcialmente digeridos durante la inmersión. Los pinnípedos no tienen un apéndice. Como en la mayoría de los mamíferos marinos, los riñones están divididos en pequeños lóbulos y pueden absorber eficazmente el agua y filtrar el exceso de sal.

### Locomoción
Los pinnípedos tienen dos pares de aletas, las delanteras y las traseras. Los codos y los tobillos están encerrados en el cuerpo. Los pinnípedos tienden a ser nadadores más lentos que los cetáceos, llegando a una velocidad de 5 a 15 nudos, menor que los 20 nudos de varias especies de delfines. Las focas son más ágiles y flexibles, y algunos otáridos, como el león marino de California, son capaces de doblar el cuello hacia atrás lo suficiente como para alcanzar sus aletas traseras, lo que les permite realizar giros dorsales. Los pinnípedos tienen varias adaptaciones para reducir el arrastre. Además de sus cuerpos aerodinámicos, tienen redes lisas de haces musculares en su piel que pueden aumentar el flujo laminar y facilitarles el deslizamiento por el agua. También carecen de arrectores, por lo que su pelaje puede ser aerodinámico mientras nadan.
Cuando nadan, los otáridos se apoyan en sus aletas delanteras para la locomoción de forma similar a la de los pingüinos y tortugas marinas. El movimiento de la aleta delantera no es continuo, y el animal se desliza entre cada brazada. En comparación con los carnívoros terrestres, las extremidades anteriores de los otáridos son de longitud reducida, lo que da a los músculos locomotores de las articulaciones de los hombros y los codos una mayor ventaja mecánica; las aletas posteriores sirven de estabilizadores. Los fócidos y las morsas nadan moviendo sus aletas traseras y la parte inferior del cuerpo de un lado a otro, mientras que sus aletas delanteras se utilizan principalmente para dirigir. Algunas especies salen fuera del agua, lo que puede permitirles viajar más rápido. Además, se sabe que los leones marinos «cabalgan» sobre las olas, lo que probablemente les ayuda a disminuir su consumo de energía.
Los pinnípedos pueden desplazarse por tierra, aunque no tan bien como los animales terrestres. Los otáridos y las morsas son capaces de girar sus aletas traseras hacia delante y bajo el cuerpo para poder caminar a cuatro patas. Las aletas delanteras se mueven en un plano transversal, en lugar de en un sagital. Los otáridos se basan en los movimientos de la cabeza y el cuello más que en las aletas traseras durante la locomoción terrestre. Al balancear sus cabezas y cuellos, los otáridos crean impulso mientras se mueven. Se han registrado leones marinos subiendo tramos de escaleras. Los fócidos son menos ágiles en tierra. No pueden tirar de sus aletas traseras hacia delante, y se mueven en tierra dando bandazos, rebotando y contoneándose mientras sus aletas delanteras les mantienen en equilibrio. Algunas especies utilizan sus aletas delanteras para impulsarse. La locomoción terrestre es más fácil para los fócidos en el hielo, ya que pueden desplazarse en trineo.

### Sentidos

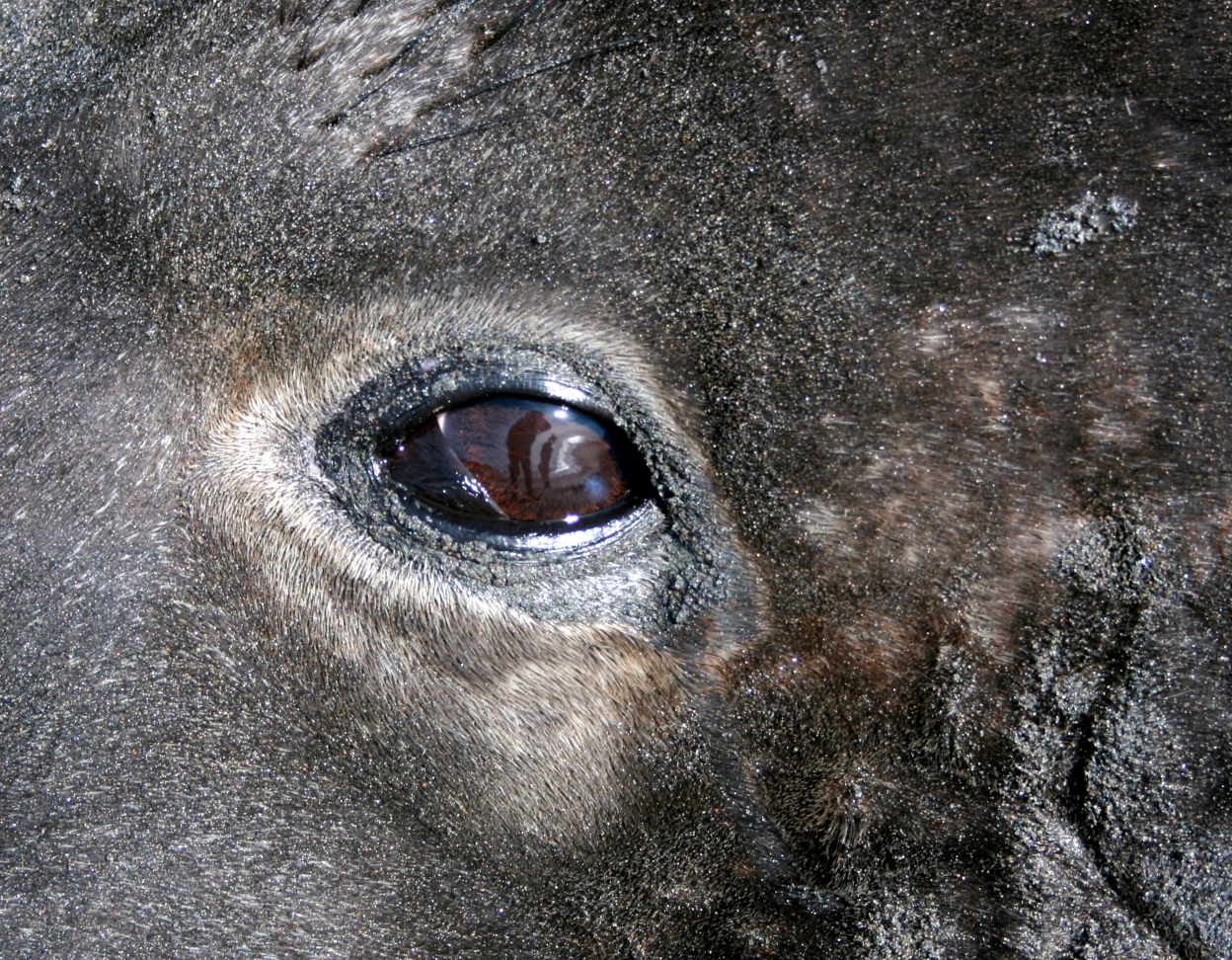
Reflejo de la luz en un ojo de elefante marino

Los ojos de los pinnípedos son relativamente grandes para su tamaño y están situados cerca de la parte delantera de la cabeza. Una excepción es la morsa, cuyos ojos más pequeños están situados a los lados de la cabeza. Esto se debe a que se alimenta de moluscos inmóviles que viven en el fondo y por lo tanto no necesita una visión aguda. El ojo de una foca está adaptado para ver tanto bajo el agua como en el aire. El cristalino es mayoritariamente esférico, y gran parte de la retina es equidistante del centro del cristalino. La córnea tiene un centro aplanado donde la refracción es casi igual tanto en el agua como en el aire. Los pinnípedos también tienen un iris muy musculoso y vascularizado. El bien desarrollado músculo dilatador da a los animales un gran rango en la dilatación de la pupila. Cuando se contrae, la pupila suele tener forma de pera, aunque la de la foca barbuda es más diagonal. En las especies que viven en aguas poco profundas, como las focas de puerto y los leones marinos de California, la dilatación varía poco, mientras que los elefantes marinos que bucean a gran profundidad tienen una variación mucho mayor.

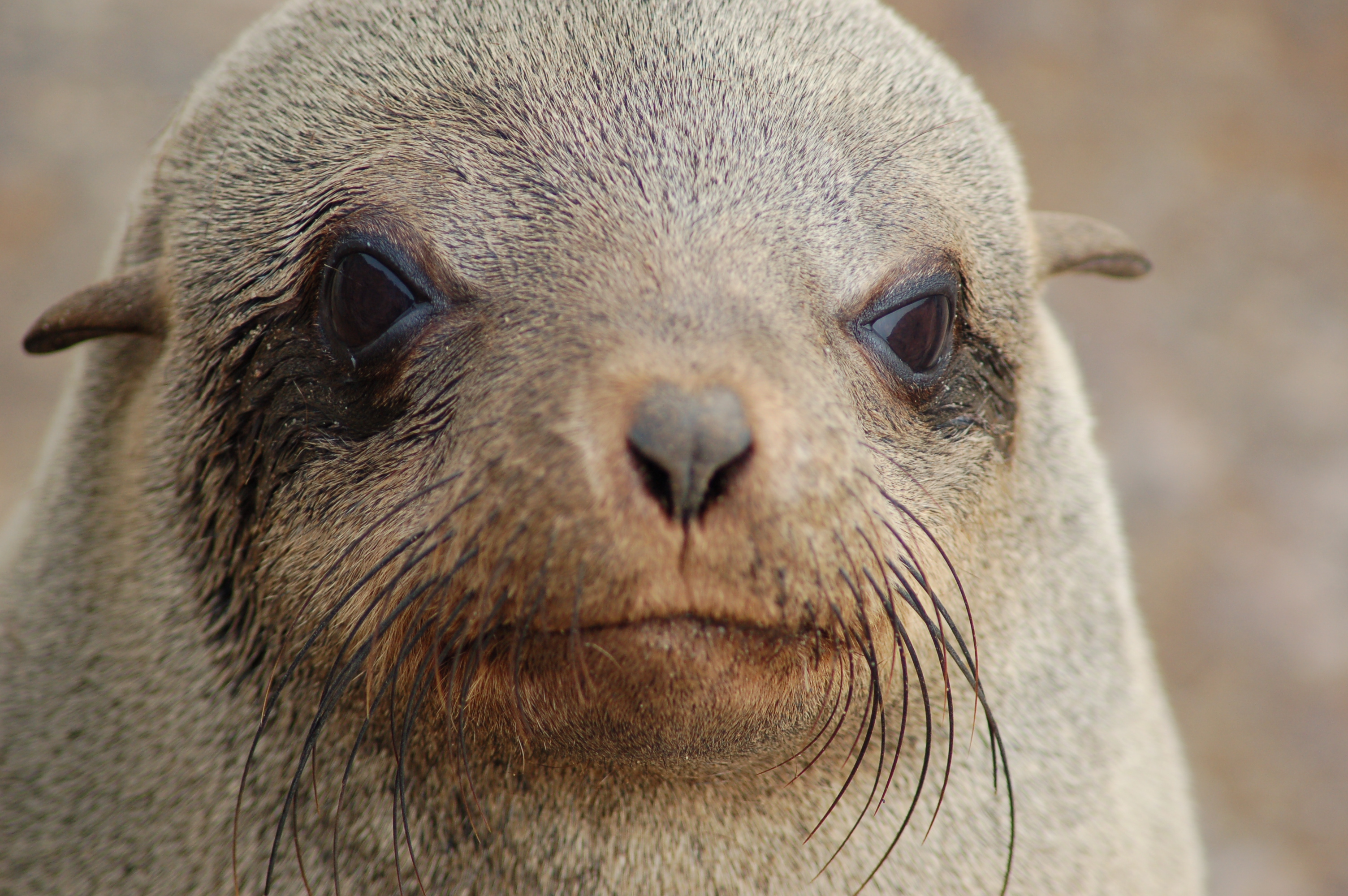
Vista frontal del lobo marino africano.

En tierra, los pinnípedos son miopes con poca luz. Ésta se reduce con luz brillante, ya que la pupila retraída reduce la capacidad del cristalino y la córnea para desviar la luz. También tienen un tapetum lucidum bien desarrollado, una capa reflectante que aumenta la sensibilidad al reflejar la luz a través de los bastones. Esto les ayuda a ver en condiciones de poca luz. Las focas que viven en el hielo, como la foca arpa, tienen córneas que pueden tolerar los altos niveles de radiación ultravioleta típicos de los entornos brillantes y nevados. Por ello, no sufren ceguera de la nieve. Los pinnípedos parecen tener una visión del color limitada, ya que carecen de células cónicas S. Se ha documentado un movimiento ocular flexible en las focas. Los músculos extraoculares de la morsa están bien desarrollados. Esto y su falta de techo orbital le permiten sobresalir sus ojos y ver tanto en dirección frontal como dorsal. Las focas liberan grandes cantidades de moco para proteger sus ojos. El epitelio corneal está queratinizado y la esclerótica es lo suficientemente gruesa como para soportar las presiones del buceo. Como en muchos mamíferos y aves, los pinnípedos poseen membrana nictitantes.
El oído de los pinnípedos está adaptado a la audición bajo el agua, donde puede oír frecuencias de sonido de hasta 70.000 Hz. En el aire, la audición es algo reducida en los pinnípedos en comparación con muchos mamíferos terrestres. Aunque son capaces de oír una amplia gama de frecuencias (por ejemplo, de 500 a 32.000 Hz en el lobo fino del norte, en comparación con los 20 a 20.000 Hz de los humanos), su sensibilidad auditiva en el aire es más débil en general. Un estudio de tres especies -la foca común, el león marino de California y el elefante marino del norte- descubrió que el león marino estaba mejor adaptado para la audición en el aire, la foca común era igualmente capaz de oír en el aire y en el agua, y el elefante marino estaba mejor adaptado para la audición bajo el agua. Aunque los pinnípedos tienen un sentido del olfato bastante bueno en tierra, es inútil bajo el agua ya que sus fosas nasales están cerradas.

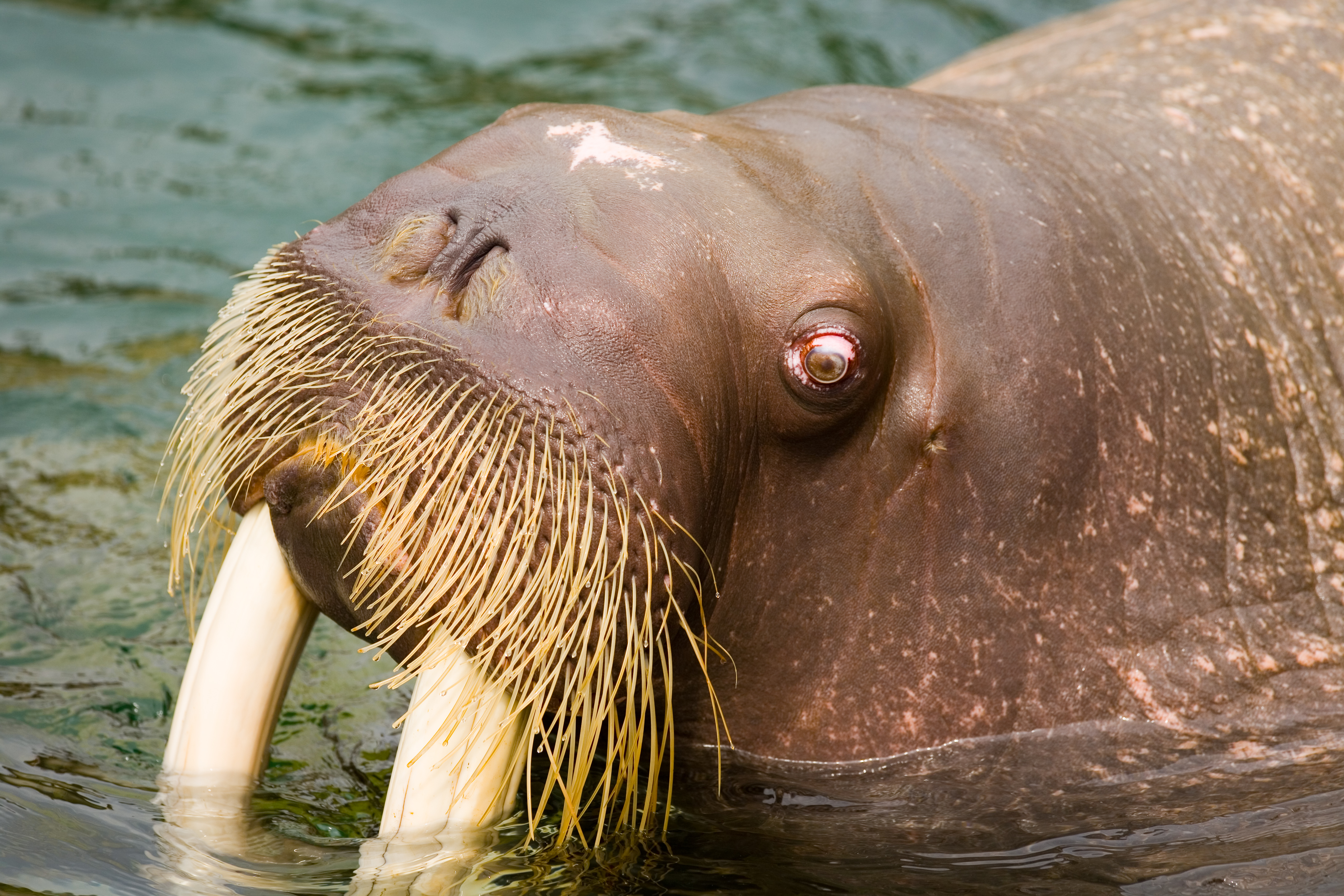
Vibrisas de morsa

Los pinnípedos tienen el sentido táctil bien desarrollado. Sus vibrisas tienen diez veces más inervación que los mamíferos terrestres, lo que les permite detectar eficazmente las vibraciones en el agua. Estas vibraciones se generan, por ejemplo, cuando un pez nada por el agua. La detección de las vibraciones es útil cuando los animales están buscando comida y puede complementar o incluso sustituir a la visión, especialmente en la oscuridad. Se ha observado que las focas de puerto siguen las trayectorias variables de otra foca que nadó por delante varios minutos antes, similar a un perro que sigue un rastro de olor, e incluso discriminar la especie y el tamaño del pez responsable del rastro. Incluso se han observado focas anilladas ciegas cazando con éxito por su cuenta en el Lago Saimaa, probablemente confiando en sus vibrisas para obtener información sensorial y capturar presas.
A diferencia de los mamíferos terrestres, como los roedores, los pinnípedos no mueven sus vibrisas sobre un objeto cuando lo examinan, sino que extienden sus bigotes móviles y los mantienen en la misma posición. Al mantener sus vibrisas fijas, los pinnípedos son capaces de maximizar su capacidad de detección. Las vibrisas de los fócidos son onduladas mientras que las de los otáridos y las morsas son lisas. Se está investigando para determinar la función, si la hay, de estas formas en la capacidad de detección. Sin embargo, el ángulo de la vibrisa con respecto a la corriente, y no la forma, parece ser el factor más importante. Las vibrisas de algunos otáridos son bastante largas; las del lobo fino del Antártico pueden alcanzar 41 cm. Las morsas son las que tienen más vibrisas, con 600-700 pelos individuales. Son importantes para detectar a sus presas en el fondo marino fangoso. Además de la búsqueda de alimento, las vibrisas también pueden desempeñar un papel en la navegación; las focas manchadas parecen utilizarlas para detectar agujeros de respiración en el hielo.

### Adaptaciones al buceo

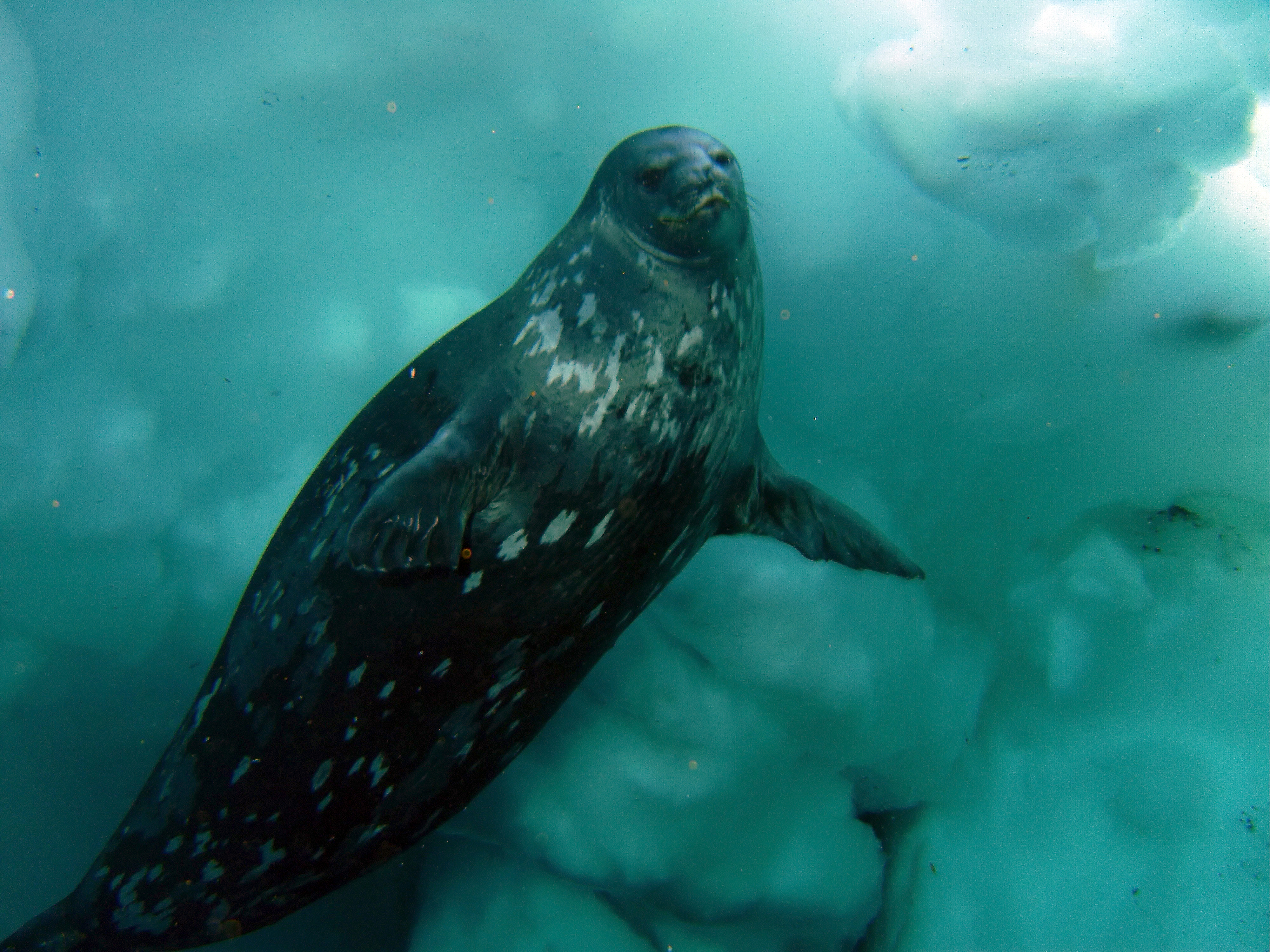
Foca de Weddell sumergida.

Antes de bucear, los pinnípedos suelen exhalar para vaciar sus pulmones de la mitad del aire y luego cierran sus fosas nasales y cartílagos de la garganta para proteger la tráquea. Sus singulares pulmones tienen vías respiratorias muy reforzadas con anillos cartilaginosos y músculo liso, y alvéolos que se desinflan completamente durante las inmersiones más profundas. Mientras que los mamíferos terrestres generalmente no pueden vaciar sus pulmones, los pinnípedos pueden reinflar sus pulmones incluso después de un colapso respiratorio completo. El oído medio contiene senos que probablemente se llenan de sangre durante las inmersiones, impidiendo la compresión del oído medio. El corazón de una foca está moderadamente aplanado para permitir que los pulmones se desinflen. La tráquea es lo suficientemente flexible como para colapsar bajo presión. Durante las inmersiones profundas, el aire restante en sus cuerpos se almacena en los bronquiolos y la tráquea, lo que les impide experimentar la enfermedad de descompresión, la toxicidad del oxígeno y la narcosis del nitrógeno. Además, las focas pueden tolerar grandes cantidades de ácido láctico, lo que reduce la fatiga del músculo esquelético durante la actividad física intensa.
Las principales adaptaciones del sistema circulatorio de los pinnípedos para el buceo son el agrandamiento y la mayor complejidad de las venas para aumentar su capacidad. Las rete mirabile forman bloques de tejido en la pared interna de la cavidad torácica y la periferia del cuerpo. Estas masas de tejido, que contienen extensas espirales contorneadas de arterias y venas de paredes finas, actúan como depósitos de sangre que aumentan las reservas de oxígeno para su uso durante el buceo. Al igual que otros mamíferos buceadores, los pinnípedos tienen grandes cantidades de hemoglobina y mioglobina almacenadas en su sangre y músculos. Esto les permite permanecer sumergidos durante largos periodos de tiempo sin dejar de tener suficiente oxígeno. Las especies que bucean profundamente, como los elefantes marinos, tienen un volumen de sangre que representa hasta el 20% de su peso corporal. Cuando bucean, reducen su ritmo cardíaco y mantienen el flujo sanguíneo sólo en el corazón, el cerebro y los pulmones. Para mantener estable su presión arterial, los fócidos tienen una aorta elástica que disipa parte de la energía de cada latido.

### Termorregulación

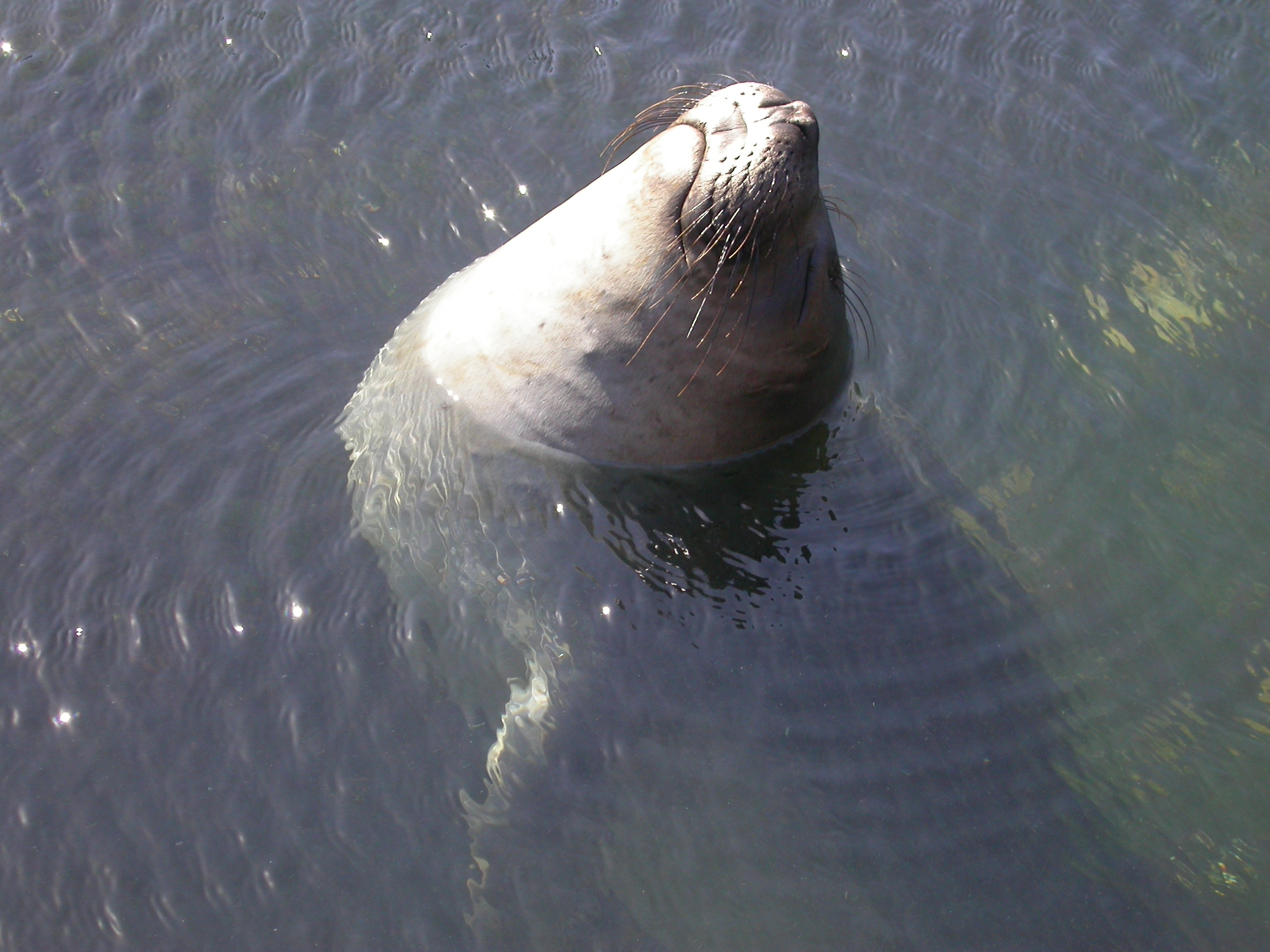
Elefante marino del norte descansando en el agua

Los pinnípedos conservan el calor gracias a su tamaño corporal grande y compacto, a su grasa y pelaje aislantes y a su elevado metabolismo. Además, los vasos sanguíneos de sus aletas están adaptados para el intercambio a contracorriente. Las venas que contienen sangre fría de las extremidades del cuerpo rodean a las arterias, que contienen sangre caliente recibida del núcleo del cuerpo. El calor de la sangre arterial se transfiere a los vasos sanguíneos, que luego recirculan la sangre de vuelta al núcleo. Las mismas adaptaciones que conservan el calor mientras están en el agua tienden a inhibir la pérdida de calor cuando están fuera del agua. Para contrarrestar el sobrecalentamiento, muchas especies se refrescan echándose arena en la espalda, añadiendo una capa de arena fresca y húmeda que aumenta la pérdida de calor. La foca peletera del norte jadea para ayudar a mantenerse fresca, mientras que las focas monje a menudo cavan agujeros en la arena para exponer capas más frescas para descansar.

### Dormir
Los pinnípedos pasan muchos meses seguidos en el mar, por lo que deben dormir en el agua. Los científicos los han grabado durmiendo durante minutos mientras se desplazan lentamente hacia abajo con el vientre hacia arriba. Al igual que otros mamíferos marinos, las focas duermen en el agua con la mitad de su cerebro despierto para poder detectar y escapar de los depredadores. Cuando duermen en tierra, ambos lados de su cerebro entran en modo de sueño.

## Familias
Los pinnípedos se dividen en tres familias actuales y dos extintas:
- Otariidae, con pabellón auditivo; extremidades posteriores dirigidas adelante, funcionales en el desplazamiento terrestre. Ejemplos: leones marinos, lobos marinos y osos marinos.
- Phocidae, sin pabellón auditivo; extremidades posteriores dirigidas hacia atrás y no funcionales en el desplazamiento terrestre. Más conocidos por focas.
- Odobenidae, sin pabellón auditivo; extremidades posteriores dirigidas adelante, funcionales en el desplazamiento terrestre, piel rugosa y con largos colmillos. La única especie no extinta es la morsa (Odobenus rosmarus).
- Desmatophocidae †, pinnípedos extintos del Mioceno, como Desmatophoca.

## Nota de clasificación
Los pinnípedos antes se clasificaban en un orden separado de los carnívoros. Pero diversos estudios indican que comparten muchas semejanzas con ellos y se han incluido en este grupo.